# Världsmästerskapen i nordisk skidsport 2023
Världsmästerskapen i nordisk skidsport 2023 var den 43:e upplagan av världsmästerskapen i nordisk skidsport och arrangerades i Planica i nordvästra Slovenien mellan den 21 februari och den 5 mars 2023. Mästerskapen omfattade 24 tävlingar i längdåkning, backhoppning och nordisk kombination för damer och herrar. Den 21 februari ägde endast invigningsceremoni rum. Den 22 februari reserverades för kvaltävlingar. 
Planica tilldelades värdskapet i samband med Internationella skidförbundets (FIS) kongress i Costa Navarino i Grekland den 19 maj 2018, efter att ha besegrat Trondheim (har tilldelats värdskapet 2025) med nio röster mot sex. Planica, som sökte men förlorade omröstningen för arrangörskapet 2017, 2019 och 2021, tilldelades mästerskapen för första gången.
Ryssland och Belarus stängdes av från tävlingarna på grund av Rysslands invasion av Ukraina i februari 2022.

## Tävlingsprogram
Samtliga tider är lokala (UTC+1).
| Datum       | Tid   | Tävling                             |
| ----------- | ----- | ----------------------------------- |
| 23 februari | 14:30 | Sprint (K), damer                   |
| 23 februari | 14:30 | Sprint (K), herrar                  |
| 24 februari | 15:30 | 30 km skiathlon, herrar             |
| 25 februari | 14:00 | 15 km skiathlon, damer              |
| 26 februari | 13:30 | Lagsprint (F), damer                |
| 26 februari | 13:30 | Lagsprint (F), herrar               |
| 28 februari | 12:30 | 10 km individuell start (F), damer  |
| 1 mars      | 12:30 | 15 km individuell start (F), herrar |
| 2 mars      | 12:30 | 4 × 5 km stafett, damer             |
| 3 mars      | 12:30 | 4 × 10 km stafett, herrar           |
| 4 mars      | 12:00 | 30 km masstart (K), damer           |
| 5 mars      | 12:00 | 50 km masstart (K), herrar          |

| Datum       | Tid   | Tävling                         |
| ----------- | ----- | ------------------------------- |
| 23 februari | 17:00 | Normalbacke, damer              |
| 25 februari | 12:15 | Lagtävling i normalbacke, damer |
| 25 februari | 17:30 | Normalbacke, herrar             |
| 26 februari | 17:30 | Mixad lagtävling i normalbacke  |
| 1 mars      | 17:30 | Stor backe, damer               |
| 3 mars      | 17:30 | Stor backe, herrar              |
| 4 mars      | 16:30 | Lagtävling i stor backe, herrar |

| Datum       | Tid   | Tävling                             |
| ----------- | ----- | ----------------------------------- |
| 24 februari | 11:30 | Normalbacke, damer                  |
| 24 februari | 14:15 | 5 km, damer                         |
| 25 februari | 10:00 | Normalbacke, herrar                 |
| 25 februari | 15:15 | 10 km, herrar                       |
| 26 februari | 10:30 | Mixad lagtävling i normalbacke      |
| 26 februari | 15:00 | Mixad lagtävling 2 × 2,5 + 2 × 5 km |
| 1 mars      | 11:00 | Lagtävling i stor backe, herrar     |
| 1 mars      | 15:00 | 4 × 5 km, herrar                    |
| 4 mars      | 10:30 | Stor backe, herrar                  |
| 4 mars      | 15:00 | 10 km, herrar                       |

## Medaljöversikt och resultat

### Längdåkning

#### Damer
| Tävling                              | Guld                                                                                 | Guld      | Silver                                                         | Silver | Brons                                                           | Brons |
| ------------------------------------ | ------------------------------------------------------------------------------------ | --------- | -------------------------------------------------------------- | ------ | --------------------------------------------------------------- | ----- |
| Sprint (K) detaljer                  | Jonna Sundling Sverige                                                               | 3.21,67   | Emma Ribom Sverige                                             | +0,87  | Maja Dahlqvist Sverige                                          | +4,45 |
| 15 km skiathlon detaljer             | Ebba Andersson Sverige                                                               | 38.11,8   | Frida Karlsson Sverige                                         | +22,0  | Astrid Øyre Slind Norge                                         | +48,0 |
| Lagsprint (F) detaljer               | Sverige Emma Ribom Jonna Sundling                                                    | 19.40,73  | Norge Anne Kjersti Kalvå Tiril Udnes Weng                      | +2,42  | USA Jessie Diggins Julia Kern                                   | +5,33 |
| 10 km individuell start (F) detaljer | Jessie Diggins USA                                                                   | 23.40,8   | Frida Karlsson Sverige                                         | +14,0  | Ebba Andersson Sverige                                          | +19,5 |
| 4 × 5 km stafett detaljer            | Norge Tiril Udnes Weng Astrid Øyre Slind Ingvild Flugstad Østberg Anne Kjersti Kalvå | 50.33,3   | Tyskland Laura Gimmler Katharina Hennig Pia Fink Victoria Carl | +20,5  | Sverige Emma Ribom Ebba Andersson Frida Karlsson Maja Dahlqvist | +28,7 |
| 30 km masstart (K) detaljer          | Ebba Andersson Sverige                                                               | 1:22.18,0 | Anne Kjersti Kalvå Norge                                       | +53,0  | Frida Karlsson Sverige                                          | +54,2 |

#### Herrar
| Tävling                              | Guld                                                                               | Guld      | Silver                                                                | Silver | Brons                                                               | Brons  |
| ------------------------------------ | ---------------------------------------------------------------------------------- | --------- | --------------------------------------------------------------------- | ------ | ------------------------------------------------------------------- | ------ |
| Sprint (K) detaljer                  | Johannes Høsflot Klæbo Norge                                                       | 2.56,07   | Pål Golberg Norge                                                     | +2,22  | Jules Chappaz Frankrike                                             | +2,24  |
| 30 km skiathlon detaljer             | Simen Hegstad Krüger Norge                                                         | 1:09.40,3 | Johannes Høsflot Klæbo Norge                                          | +12,2  | Sjur Røthe Norge                                                    | +14,1  |
| Lagsprint (F) detaljer               | Norge Pål Golberg Johannes Høsflot Klæbo                                           | 17.28,14  | Italien Francesco De Fabiani Federico Pellegrino                      | +2,48  | Frankrike Renaud Jay Richard Jouve                                  | +16,48 |
| 15 km individuell start (F) detaljer | Simen Hegstad Krüger Norge                                                         | 32.17,4   | Harald Østberg Amundsen Norge                                         | +5,3   | Hans Christer Holund Norge                                          | +24,6  |
| 4 × 10 km stafett detaljer           | Norge Hans Christer Holund Pål Golberg Simen Hegstad Krüger Johannes Høsflot Klæbo | 1:32.54,7 | Finland Ristomatti Hakola Iivo Niskanen Perttu Hyvärinen Niko Anttola | +46,9  | Tyskland Albert Kuchler Janosch Brugger Jonas Dobler Friedrich Moch | +59,8  |
| 50 km masstart (K) detaljer          | Pål Golberg Norge                                                                  | 2:01.30,2 | Johannes Høsflot Klæbo Norge                                          | +1,0   | William Poromaa Sverige                                             | +1,2   |

### Backhoppning

#### Damer
| Tävling                  | Guld                                                                   | Guld  | Silver                                                                             | Silver | Brons                                                                        | Brons |
| ------------------------ | ---------------------------------------------------------------------- | ----- | ---------------------------------------------------------------------------------- | ------ | ---------------------------------------------------------------------------- | ----- |
| Normalbacke              | Katharina Althaus Tyskland                                             | 249,1 | Eva Pinkelnig Österrike                                                            | 246,9  | Anna Odine Strøm Norge                                                       | 246,0 |
| Lagtävling i normalbacke | Tyskland Anna Rupprecht Luisa Görlich Selina Freitag Katharina Althaus | 843,8 | Österrike Chiara Kreuzer Julia Mühlbacher Jacqueline Seifriedsberger Eva Pinkelnig | 831,1  | Norge Maren Lundby Eirin Maria Kvandal Thea Minyan Bjørseth Anna Odine Strøm | 828,6 |
| Stor backe               | Alexandria Loutitt Kanada                                              | 264,4 | Maren Lundby Norge                                                                 | 254,0  | Katharina Althaus Tyskland                                                   | 245,9 |

#### Herrar
| Tävling                 | Guld                                                  | Guld   | Silver                                                                                    | Silver | Brons                                                             | Brons  |
| ----------------------- | ----------------------------------------------------- | ------ | ----------------------------------------------------------------------------------------- | ------ | ----------------------------------------------------------------- | ------ |
| Normalbacke             | Piotr Żyła Polen                                      | 261,8  | Andreas Wellinger Tyskland                                                                | 259,2  | Karl Geiger Tyskland                                              | 257,7  |
| Stor backe              | Timi Zajc Slovenien                                   | 287,5  | Ryōyū Kobayashi Japan                                                                     | 276,8  | Dawid Kubacki Polen                                               | 276,2  |
| Lagtävling i stor backe | Slovenien Lovro Kos Žiga Jelar Timi Zajc Anže Lanišek | 1178,9 | Norge Johann André Forfang Kristoffer Eriksen Sundal Marius Lindvik Halvor Egner Granerud | 1166,0 | Österrike Daniel Tschofenig Michael Hayböck Jan Hörl Stefan Kraft | 1139,4 |

#### Mixade lag
| Tävling                        | Guld                                                                    | Guld   | Silver                                                                                 | Silver | Brons                                                    | Brons  |
| ------------------------------ | ----------------------------------------------------------------------- | ------ | -------------------------------------------------------------------------------------- | ------ | -------------------------------------------------------- | ------ |
| Mixad lagtävling i normalbacke | Tyskland Selina Freitag Karl Geiger Katharina Althaus Andreas Wellinger | 1017,2 | Norge Anna Odine Strøm Johann André Forfang Thea Minyan Bjørseth Halvor Egner Granerud | 1004,5 | Slovenien Nika Križnar Timi Zajc Ema Klinec Anže Lanišek | 1000,4 |

### Nordisk kombination

#### Damer
| Tävling            | Guld                       | Guld    | Silver                       | Silver | Brons              | Brons |
| ------------------ | -------------------------- | ------- | ---------------------------- | ------ | ------------------ | ----- |
| Normalbacke + 5 km | Gyda Westvold Hansen Norge | 14.27,1 | Nathalie Armbruster Tyskland | +11,5  | Haruka Kasai Japan | +15,7 |

#### Herrar
| Tävling                                    | Guld                                                                      | Guld    | Silver                                                             | Silver  | Brons                                                                        | Brons   |
| ------------------------------------------ | ------------------------------------------------------------------------- | ------- | ------------------------------------------------------------------ | ------- | ---------------------------------------------------------------------------- | ------- |
| Normalbacke + 10 km                        | Jarl Magnus Riiber Norge                                                  | 24.36,3 | Julian Schmid Tyskland                                             | +19,4   | Franz-Josef Rehrl Österrike                                                  | +21,0   |
| Lagtävling i stor backe + 4 x 5 km stafett | Norge Espen Andersen Jens Lurås Oftebro Jørgen Graabak Jarl Magnus Riiber | 47.20,4 | Tyskland Eric Frenzel Vinzenz Geiger Johannes Rydzek Julian Schmid | +9,0    | Österrike Martin Fritz Lukas Greiderer Stefan Rettenegger Johannes Lamparter | +9,3    |
| Stor backe + 10 km                         | Jarl Magnus Riiber Norge                                                  | 23.42,6 | Jens Lurås Oftebro Norge                                           | +1.01,4 | Johannes Lamparter Österrike                                                 | +1.04,7 |

#### Mixade lag
| Tävling                          | Guld                                                                             | Guld    | Silver                                                                | Silver | Brons                                                                       | Brons   |
| -------------------------------- | -------------------------------------------------------------------------------- | ------- | --------------------------------------------------------------------- | ------ | --------------------------------------------------------------------------- | ------- |
| Normalbacke + 2 × 2,5 + 2 × 5 km | Norge Jens Lurås Oftebro Ida Marie Hagen Gyda Westvold Hansen Jarl Magnus Riiber | 37.38,2 | Tyskland Vinzenz Geiger Jenny Nowak Nathalie Armbruster Julian Schmid | +47,8  | Österrike Stefan Rettenegger Annalena Slamik Lisa Hirner Johannes Lamparter | +1.00,0 |

## Medaljliga
| Pl.                   | Nation                | Guld | Silver | Brons | Totalt |
| --------------------- | --------------------- | ---- | ------ | ----- | ------ |
| 1                     | Norge                 | 12   | 10     | 5     | 27     |
| 2                     | Sverige               | 4    | 3      | 5     | 12     |
| 3                     | Tyskland              | 3    | 6      | 3     | 12     |
| 4                     | Slovenien             | 2    | 0      | 1     | 3      |
| 5                     | Polen                 | 1    | 0      | 1     | 2      |
| 6                     | USA                   | 1    | 0      | 1     | 2      |
| 7                     | Kanada                | 1    | 0      | 0     | 1      |
| 8                     | Österrike             | 0    | 2      | 4     | 6      |
| 9                     | Japan                 | 0    | 1      | 1     | 2      |
| 10                    | Finland               | 0    | 1      | 0     | 1      |
| 10                    | Italien               | 0    | 1      | 0     | 1      |
| 12                    | Frankrike             | 0    | 0      | 2     | 2      |
| Totalt antal medaljer | Totalt antal medaljer | 24   | 24     | 24    | 72     |

| Pl.                   | Nation                | 1  | 2  | 3  | Tot. |
| --------------------- | --------------------- | -- | -- | -- | ---- |
| 1                     | Norge                 | 7  | 6  | 3  | 16   |
| 2                     | Sverige               | 4  | 3  | 5  | 12   |
| 3                     | USA                   | 1  | 0  | 1  | 2    |
| 4                     | Tyskland              | 0  | 1  | 1  | 2    |
| 5                     | Finland               | 0  | 1  | 0  | 1    |
| 5                     | Italien               | 0  | 1  | 0  | 1    |
| 7                     | Frankrike             | 0  | 0  | 2  | 2    |
| Totalt antal medaljer | Totalt antal medaljer | 12 | 12 | 12 | 36   |

| Pl.                   | Nation                | 1 | 2 | 3 | Tot. |
| --------------------- | --------------------- | - | - | - | ---- |
| 1                     | Tyskland              | 3 | 1 | 2 | 6    |
| 2                     | Slovenien             | 2 | 0 | 1 | 3    |
| 3                     | Polen                 | 1 | 0 | 1 | 2    |
| 4                     | Kanada                | 1 | 0 | 0 | 1    |
| 5                     | Norge                 | 0 | 3 | 2 | 5    |
| 6                     | Österrike             | 0 | 2 | 1 | 3    |
| 7                     | Japan                 | 0 | 1 | 0 | 1    |
| Totalt antal medaljer | Totalt antal medaljer | 7 | 7 | 7 | 21   |

| Pl.                   | Nation                | 1 | 2 | 3 | Tot. |
| --------------------- | --------------------- | - | - | - | ---- |
| 1                     | Norge                 | 5 | 1 | 0 | 6    |
| 2                     | Tyskland              | 0 | 4 | 0 | 4    |
| 3                     | Österrike             | 0 | 0 | 4 | 4    |
| 4                     | Japan                 | 0 | 0 | 1 | 1    |
| Totalt antal medaljer | Totalt antal medaljer | 5 | 5 | 5 | 15   |